# سهراب محمودیان

سهراب محمودیان

سهراب محمودیان (فرد سوم از راست) در دیدار با شاه

سهراب محمودیان مرد متنفذ استان مازندران پس از شهریور ۱۳۲۰ بود که از سوی حکومت پهلوی به دستگیری و سرکوب یاغیان محلی که بازماندهٔ یاغیان دورهٔ رضاشاه بودند گمارده شد. محدودهٔ ماموریت وی سوادکوه (زادگاه رضاشاه) و هزارجریب بود. پیش از شهریور ۱۳۲۰  در دورهٔ رضاشاه استان مازندران صحنهٔ نافرمانی افرادی همچون امیرمؤید سوادکوهی و مشدی پروری بود که در همان دوره کشته شده بودند. پس از آن در ابتدای دورهٔ پهلوی دوم محمودیان از فرصت بدست آمده در پی عدم توافق بین یاغیان و دولتی‌ها استفاده کرد و با ۱۵۰ سوار به عنوان چریک مامور سرکوبی یاغیان محلی شد.
محل استقرار سهراب محمودیان زادگاهش روستای  پرور بوده است که حسین شهسوارانی قاضی عالیرتبه دادگستری پیش و پس از انقلاب، در خاطرات خود از خرمی و دل‌گشایی باغ ییلاقی و شکارگاه‌های پیرامون محل استقرار سهراب محمودیان می‌نویسد.
از سهراب محمودیان شکایاتی صورت پذیرفت که در مرکز اسناد مجلس شورای ملی موجود بوده است.